# Auguste af Anhalt-Dessau
Auguste af Anhalt-Dessau (18. august 1793–12. juni 1854) var en tysk prinsesse af Anhalt-Dessau, der var fyrstinde af Schwarzburg-Rudolstadt fra 1816 til 1854 som ægtefælle til fyrst Frederik Günther af Schwarzburg-Rudolstadt. Hun tilhørte Huset Askanien og var datter af arveprins Frederik af Anhalt-Dessau.

## Biografi
Prinsesse Auguste blev født den 18. august 1793 i Dessau i Anhalt som det ældste barn af arveprins Frederik af Anhalt-Dessau i hans ægteskab med landgrevinde Amalie af Hessen-Homburg. Hendes far var det eneste overlevende barn af fyrst Leopold 3. af Anhalt-Dessau og var arving til det lille fyrstendømme (og fra 1807 hertugdømme) Anhalt-Dessau i det centrale Tyskland. 
Prinsesse Auguste giftede sig den 15. april 1816 i Dessau med fyrst Frederik Günther af Schwarzburg-Rudolstadt (1793–1867). I ægteskabet blev der født tre sønner. Fyrstinden blev beskrevet som mild og elskværdig og var afholdt af befolkningen. Hun blev anset som en person, der søgte at fremme videnskab og kunst.
Fyrstinde Auguste døde som 60-årig den 12. juni 1854 i Rudolstadt. Hun blev begravet i fyrstegravpladsen på kirkegården i Rudolstadt. Fyrst Frederik Günther overlevede sin hustru med 13 år, før han døde i 1867. Han giftede sig igen i 1855 med Grevinde Helene von Raina, en datter af Augustes bror Georg.

## Børn
- Prins Friedrich Günther af Schwarzburg-Rudolstadt (1818–1821)
- Prins Günther af Schwarzburg-Rudolstadt (1821–1845)
- Prins Gustav af Schwarzburg-Rudolstadt (1828–1837)